# Tsubasa o kudasai
Tsubasa o kudasai (japanska: 翼をください?, bokstavligen "Vänligen ge mig vingar") är en populär japansk folksång skriven av Michio Yamagami (山上路夫) och komponerad av Kunihiko Murai (村井邦彦).

## Allmänt
Låten skrevs för Nemu Popular Festival '70 (合歓ポピュラーフェスティバル'70 nemu popyurâ fesutibaru '70?) som ägde rum i Shima i Mie prefektur 1970. Den blev nationellt känd när folkmusikgruppen Akaitori hade med den på sin populära singel Takeda no komoriuta som släpptes 1971. I september 1973 släppte Sumiko Yamagata en version av låten på albumet Ano hi no koto wa (あの日のことは?).
Shôji Hashimoto, redaktör för förlaget Kyouiku Geijutsu Sha, bestämde sig för att inkludera låten i en sångbok för körer, vilket gjorde att den sjöngs av körer över hela Japan. Vid 1970-talets slut var de flesta japaner bekanta med sången. Kaori Kawamura gjorde en tolkning av låten 1991.
I november 1997 släppte Junko Yamamoto, sångaren från folkmusikgruppen Akaitori, låten som singel. Låten valdes som det officiella temat för Japans herrlandslag i fotboll under världsmästerskapen i fotboll 1998.
En version av den här låten framförd av Megumi Hayashibara är en del av soundtracket till filmen Evangelion: 2.0 You Can (Not) Advance av Hideaki Anno.
1972 släppte Akaitori en engelsk version med titeln "I would give you anything".[källa behövs]
En cover av låten används som bakgrundsmusik i ett Youtube-klipp från 2016 upplagd av YandereDev, för det kommande spelet Yandere Simulator, som har titeln "Promo Concept".

## Andra versioner
Många japanska artister har gjort covers av den här låten:
- Babymetal
- D=OUT
- NUM42
- Sayaka Ichii med Yūko Nakazawa
- Kazumasa Oda
- Kanon
- Kamifūsen
- Skoop on Somebody
- JELLY→
- Sōjirō
- Duke Aces
- Da kāpo
- Hideaki Tokunaga
- Megumi Hayashibara (med på soundtracket till Evangelion: 2.0 You Can (Not) Advance)
- Ayaka Hirahara
- Saki Fukuda
- Veil ∞ Lia & Aoi
- ManaKana
- Mucc
- Shūichi Murakami
- Saori Yuki
- Tanaka Yukio och Minami Maho (med på soundtracket till BECK: Mongolian chop squad)
- Misato Watanabe
- Sakurakō Keion-bu (med på soundtracket till K-ON!)
- Sayaka Sasaki (andra versionen av eftertexterna till Nichijou)
- Misaki Iwasa
- Yui
- Megumi Toyoguchi (avsnitt 7 av Danganronpa 3: The End of Hope's Peak Academy: Despair Arc)

Även ett antal icke-japanska artister har gjort covers:
- Susan Boyle
- Jason Kouchak
- Hayley Westenra
- Beckii Cruel
- Kat McDowell
- Only Wednesday Music